# Lake Rotoehu
Der Lake Rotoehu ist der kleinste einer Kette von drei Seen nordöstlich des Lake Rotorua auf der Nordinsel Neuseelands.

## Geographie
Er liegt zwischen den Städten Rotorua und Whakatāne. Der See wird unterirdisch vom Lake Rotomā im Osten gespeist und fließt nach Westen in den angrenzenden Lake Rotoiti ab.
Das Südende des Sees ist Teil des Gebiets des Ōkataina Volcanic Centre. Der See entstand bei der Rotoma-Eruption vor etwa 8500 Jahren.

## Tourismus
Der See wird touristisch wenig genutzt, Freizeitmöglichkeiten sind Kajakfahren und Angeln auf Regenbogenforelle. Der Zugang erfolgt über die am See liegenden Wohnplätze Otautu Bay und Kennedy Bay In der Nähe des Sees lebt der vom Aussterben bedrohte Kokako.

## Umweltproblem
Seit den 1960er Jahren stellte man einen erhöhten Nährstoffgehalt durch den Eintrag der umliegenden Landwirtschaft im See fest. Seit 1993 kommt es fast jedes Jahr zu Algenblüten von Cyanobakterien. Durch einen Aktionsplan soll der Nährstoffeintrag reduziert werden.